# Mario Kart DS
Mario Kart DS (яп. マリオカート Mario Kāto Dī Esu) — компьютерная игра в жанре гоночного симулятора, разработанная и выпущенная японской компанией Nintendo на платформе Nintendo DS. Релиз игры состоялся 14 ноября 2005 года в Северной Америке, 17 ноября 2005 в Австралии, 25 ноября 2005 в Европе и 8 декабря 2005 в Японии. Mario Kart DS является пятой в одноимённой серии игр, а также первой игрой, поддерживающей Nintendo Wi-Fi Connection. Как и в предыдущих играх серии в Mario Kart DS персонажи вселенной Mario соревнуются между собой в гонках на локациях, созданных в антураже оригинальных игр.

## Отзывы
| Сводный рейтинг       | Сводный рейтинг |
| Агрегатор             | Оценка          |
| --------------------- | --------------- |
| GameRankings          | 91,43 %         |
| Metacritic            | 91/100          |
| Иноязычные издания    |                 |
| Издание               | Оценка          |
| 1UP.com               | A               |
| CVG                   | 9/10            |
| Eurogamer             | 9/10            |
| GamePro               | [ 6 ]           |
| GameRevolution        | A−              |
| GameSpot              | 9,2/10          |
| GameSpy               | [ 9 ]           |
| GameTrailers          | 9,3/10          |
| GameZone              | 9,5/10          |
| IGN                   | 9,5/10          |
| Nintendo World Report | 10/10           |
| X-Play                | [ 14 ]          |
| Nintendophiles        | B               |
| CheatCodes.com        | [ 16 ]          |

Игра была положительно встречена критиками, получив 91 % на агрегаторе оценок Metacritic. Сильными сторонами были отмечены графика и игровой процесс, тогда как критике подверглась однообразная одиночная компания. Mario Kart DS получила несколько наград, включая «Editors' Choice Awards» от GameSpot и IGN. В первый месяц продаж игра удерживала первое место по количеству проданных копий. По информации на март 2016 года, Mario Kart DS является третьей наиболее продаваемой игрой Nintendo с более чем 23 миллионами проданных копий игры.